# 1601

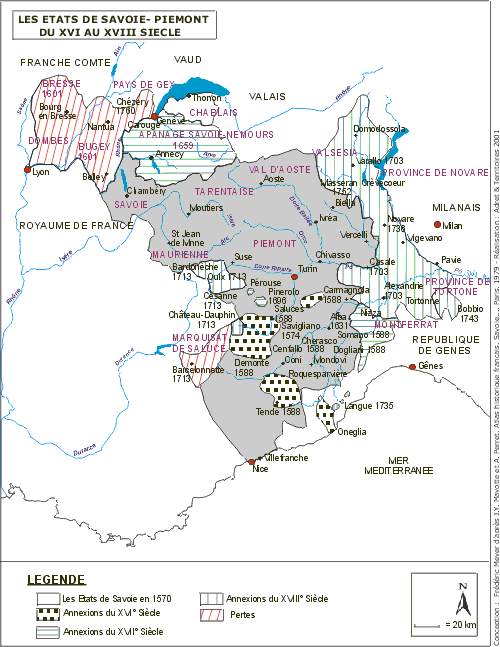
17 gennaio: Territori persi e ottenuti dal Ducato di Savoia dal XVI al XVIII secolo e convenuti nel Trattato di Lione

Il 1601 (MDCI in numeri romani) è un anno  del XVII secolo.

## Eventi
- 17 gennaio – Trattato di Lione: Fine della Guerra franco-savoiarda, iniziata a luglio dell'anno precedente, con la firma della pace tra Enrico IV di Francia e Carlo Emanuele I di Savoia.
- 2 ottobre – Inizio dell'Assedio di Kinsale in Irlanda, da parte dei ribelli irlandesi contro il governo inglese.
- Nell'Impero Moghul, l'imperatore Moghul Akbar conquista il Khandesh.
- Elisabetta I d'Inghilterra sancisce la poor law, la prima legge statale di assistenza sociale, rimasta poi in vigore fino al 1834.

## Nati

### Gennaio
- 4 gennaio - Daniel Vertangen, pittore e disegnatore olandese († 1681)
- 8 gennaio - Baltasar Gracián, gesuita, scrittore e filosofo spagnolo († 1658)
- 17 gennaio - Marie de La Tour d'Auvergne, duchessa francese († 1665)
- 19 gennaio - Guido Cagnacci, pittore italiano († 1663)
- 29 gennaio - Sebastián Izquierdo, filosofo, scrittore e teologo spagnolo († 1681)

### Febbraio
- 23 febbraio - Antoine Le Quieu, religioso francese († 1676)

### Marzo
- 5 marzo - Johann Michael Moscherosch, scrittore tedesco († 1669)
- 6 marzo - Willem Hermans, organaro e gesuita olandese († 1683)
- 19 marzo - Alonso Cano, scultore, architetto e pittore spagnolo († 1667)
- 20 marzo - Enrico di Lorena-Harcourt, generale francese († 1666)
- 22 marzo - John Scudamore, I visconte Scudamore, politico e diplomatico inglese († 1671)
- 23 marzo - John Booker, astrologo inglese († 1667)
- 31 marzo - Giacomo Micaglia, linguista e lessicografo italiano († 1654)

### Aprile
- 11 aprile - Martin Droeshout, incisore inglese († 1650)
- 21 aprile - Camillo Domenico Rospigliosi, nobile e mecenate italiano († 1670)
- 22 aprile - Carlo Filippo Vasa, principe svedese († 1622)

### Maggio
- 6 maggio - Filippo Briezio, gesuita, storico e cartografo francese († 1668)
- 27 maggio - Antonio Daniel, missionario francese († 1648)

### Giugno
- 21 giugno - Godfried Henschen, gesuita, storico e diplomatista belga († 1681)

### Luglio
- 3 luglio - Marcantonio II Borghese, nobile italiano († 1658)
- 18 luglio - Filippo I di Schaumburg-Lippe, nobile tedesco († 1681)
- 30 luglio - Anna Eleonora d'Assia-Darmstadt, nobile († 1659)

### Agosto
- 8 agosto - Pelagius Schläpfer, politico svizzero († 1680)
- 17 agosto - Pierre de Fermat, matematico francese († 1665)
- 22 agosto - Georges de Scudéry, romanziere e drammaturgo francese († 1667)

### Settembre
- 1º settembre - Raffaello Carrara, medico e poeta italiano († 1670)
- 13 settembre - Jan Bruegel il Giovane, pittore fiammingo († 1678)
- 22 settembre - Anna d'Asburgo, sovrana († 1666)
- 22 settembre - Justus van Egmont, pittore fiammingo († 1674)
- 27 settembre - Luigi XIII di Francia, re († 1643)
- 28 settembre - Elisabetta di Harrach, contessa austriaca († 1655)
- 30 settembre - Troilo IV de' Rossi, condottiero italiano († 1635)

### Ottobre
- 11 ottobre - Pompeo Frigimelica, pittore italiano († 1669)
- 24 ottobre - Alvise Contarini, doge († 1684)
- 27 ottobre - Gaston-Henri de Bourbon-Verneuil († 1682)

### Novembre
- 9 novembre - Federico Guglielmo di Teschen, duca († 1625)
- 14 novembre - Giovanni Eudes, religioso francese († 1680)
- 15 novembre - Cecco Bravo, pittore italiano († 1661)
- 15 novembre - Anton Matthäus II, giurista tedesco († 1654)
- 18 novembre - Ovidio Montalbani, matematico, medico e astronomo italiano († 1671)

### Dicembre
- 25 dicembre - Ernesto I di Sassonia-Gotha-Altenburg, duca tedesco († 1675)
- 26 dicembre - Alessandro Marsili, filosofo italiano († 1670)
- 31 dicembre - Andrea Peschiulli, poeta italiano († 1691)

### Senza giorno specificato
- Sa'eb di Tabriz, scrittore persiano († 1677)
- Virginia Vezzi, pittrice italiana († 1638)
- Florimond de Beaune, matematico francese († 1652)
- Benadduce Benadduci, magistrato italiano († 1643)
- Pieter de Bloot, pittore olandese († 1658)
- Petar Bogdan, storico bulgaro († 1674)
- Paulus Bor, pittore olandese († 1669)
- Jean Bourdon, funzionario francese († 1668)
- Spencer Compton, II conte di Northampton, ufficiale e politico inglese († 1643)
- Raphael Cotoner, militare spagnolo († 1663)
- Michele Desubleo, pittore fiammingo († 1676)
- Juan Do, pittore spagnolo († 1656)
- Marija Vladimirovna Dolgorukova, nobile russa († 1625)
- John Earle, vescovo anglicano inglese († 1665)
- Giovanni Battista Giattini, gesuita, filologo e linguista italiano († 1672)
- Jacques Goar, presbitero, filologo classico e bizantinista francese († 1653)
- Arthur Haselrig, militare britannico († 1661)
- Eitel Federico II di Hohenzollern-Hechingen, principe († 1661)
- Charles Huault de Montmagny, funzionario francese († 1657)
- François L'Hermite, scrittore e drammaturgo francese († 1655)
- Jusepe Leonardo, pittore spagnolo († 1652)
- Agostino Locci, architetto e scenografo italiano
- Tommaso Luini, pittore italiano († 1636)
- Terence Albert O'Brien, vescovo cattolico irlandese († 1651)
- Guy Patin, medico e scrittore francese († 1672)
- Angelo Petricca, missionario e scrittore italiano († 1673)
- Diego de Rosales, storico e scrittore spagnolo († 1677)
- Adrian Scrope, militare inglese († 1660)
- Giuseppe Silos, religioso e scrittore italiano († 1674)
- Edward Somerset, II marchese di Worcester, nobile e inventore inglese († 1667)
- John Talbot, X conte di Shrewsbury, nobile inglese († 1654)
- Mario Theodoli, cardinale e vescovo cattolico italiano († 1650)
- Lodovico Vedriani, storico italiano († 1670)
- Frans Ykens, pittore fiammingo († 1693)

## Morti

### Gennaio
- 10 gennaio - Alessandro Franceschi, vescovo cattolico italiano (n. 1543)
- 19 gennaio - Henry Herbert, II conte di Pembroke, nobile e politico inglese (n. 1539)
- 28 gennaio - Annibale Rucellai, vescovo cattolico italiano
- 29 gennaio - Luisa di Lorena-Vaudémont, regina (n. 1553)
- 31 gennaio - Scipione Ammirato, storico, genealogista e letterato italiano (n. 1531)

### Febbraio
- 7 febbraio - Martin Garzez, militare spagnolo (n. 1526)
- 15 febbraio - Suetsugu Motoyasu, militare giapponese (n. 1560)
- 25 febbraio - Robert Devereux, II conte d'Essex, militare inglese (n. 1567)
- 27 febbraio - Anna Line, santa inglese

### Marzo
- 4 marzo - Gentile Delfini, vescovo cattolico italiano
- 13 marzo - Mordecai Maisel, politico e filantropo ceco (n. 1528)
- 14 marzo - Bernardino Pino da Cagli, abate, letterato e commediografo italiano
- 18 marzo - Christopher Blount, militare inglese
- 23 marzo - Ascanio Pignatelli, poeta italiano (n. 1550)

### Aprile
- 24 aprile - Kobayakawa Hidekane, militare giapponese (n. 1567)

### Maggio
- 3 maggio - Tiberio Cerasi, religioso e banchiere italiano (n. 1544)
- 12 maggio - Anna III di Stolberg, religiosa tedesca (n. 1565)
- 19 maggio - Costanzo Porta, compositore italiano
- 21 maggio - Gebhard Truchsess von Waldburg, arcivescovo cattolico tedesco (n. 1547)

### Giugno
- 11 giugno - Francesca d'Orléans-Longueville, nobile francese (n. 1549)
- 15 giugno - Germana Cousin,  francese (n. 1579)
- 24 giugno - Enrichetta di Nevers, nobile francese (n. 1542)
- 25 giugno - Peregrine Bertie, XIII barone Willoughby de Eresby, generale, diplomatico e nobile inglese (n. 1555)

### Luglio
- 10 luglio - Damat İbrahim Pascià, politico e militare ottomano (n. 1517)
- 26 luglio - Lavinia della Rovere, nobildonna italiana (n. 1521)

### Agosto
- 9 agosto - Michele il Coraggioso, sovrano rumeno (n. 1558)
- 10 agosto - Giovanni Alberti, pittore italiano (n. 1558)
- 11 agosto - Johannes Heurnius, medico e naturalista olandese (n. 1543)
- 31 agosto - Gian Vincenzo Pinelli, umanista italiano (n. 1535)

### Settembre
- 3 settembre - Maria Enrichetta di Nevers, nobile francese (n. 1571)
- 7 settembre - John Shakespeare, mercante britannico (n. 1531)
- 12 settembre - Melezio I Pegas, arcivescovo ortodosso greco (n. 1549)
- 18 settembre - Giovanni Francesco Aldobrandini, generale e diplomatico italiano (n. 1545)
- 24 settembre - Pietro Bongo, scrittore italiano

### Ottobre
- 19 ottobre - Fernando Ruiz de Castro, nobile spagnolo (n. 1548)
- 21 ottobre - Hoshina Masanao, militare giapponese (n. 1542)
- 24 ottobre - Tycho Brahe, astronomo e astrologo danese (n. 1546)

### Novembre
- 26 novembre - Benedetto Pallavicino, compositore e organista italiano

### Dicembre
- 2 dicembre - Giovanni Zecchi, medico italiano (n. 1533)
- 16 dicembre - Anna Maria di Ortenburg, nobildonna tedesca (n. 1547)
- 17 dicembre - Bernardino de Cárdenas y Portugal, diplomatico spagnolo (n. 1553)
- 18 dicembre - Cesare Caporali, poeta italiano (n. 1531)
- 27 dicembre - Giovanna di Coesme, nobile francese (n. 1560)

### Senza giorno specificato
- Mihnea II Turcitul, principe (n. 1564)
- Anthony Bacon, politico, diplomatico e agente segreto inglese (n. 1558)
- Giovanni Maria Baldassini, pittore italiano (n. 1540)
- Andronico Cantacuzino, banchiere e diplomatico greco (n. 1553)
- Giovan Battista Cavalieri, incisore e editore italiano (n. 1525)
- Girolamo Dalla Casa, compositore e scrittore italiano
- Ambrogio Di Negro, doge (n. 1519)
- Teodoro Ghisi, pittore italiano (n. 1536)
- Francesco Masini, nobile, pittore e architetto italiano
- Thomas Nashe, poeta, scrittore e drammaturgo inglese (n. 1567)
- Paris Nogari, pittore italiano (n. 1536)
- Baba Novac,  turco
- Ogawa Suketada, militare giapponese (n. 1549)
- Giulio Cesare Pascali, poeta italiano (n. 1527)
- Giovanni Battista Ramenghi, pittore italiano (n. 1521)
- Christoph Rothmann, matematico e astronomo tedesco
- Lorenzo Sauli, doge (n. 1535)
- Leonhart Schröter, compositore tedesco (n. 1532)
- Achille Sergardi, vescovo cattolico italiano
- Massimiliano II Stampa, nobile, religioso e scrittore italiano (n. 1546)
- Sōma Moritane, militare giapponese (n. 1529)
- Antonio Valente, compositore e organista italiano
- Cesare Vecellio, pittore e disegnatore italiano (n. 1521)
- Philip Vinckeboons, pittore fiammingo (n. 1545)

## Calendario
| Calendario 1601 | Calendario 1601 | Calendario 1601 | Calendario 1601 | Calendario 1601 | Calendario 1601 | Calendario 1601 | Calendario 1601 | Calendario 1601 | Calendario 1601 | Calendario 1601 | Calendario 1601 | Calendario 1601 | Calendario 1601 | Calendario 1601 | Calendario 1601 | Calendario 1601 | Calendario 1601 | Calendario 1601 | Calendario 1601 | Calendario 1601 | Calendario 1601 | Calendario 1601 | Calendario 1601 | Calendario 1601 | Calendario 1601 | Calendario 1601 | Calendario 1601 | Calendario 1601 | Calendario 1601 | Calendario 1601 | Calendario 1601 | Calendario 1601 |
| --------------- | --------------- | --------------- | --------------- | --------------- | --------------- | --------------- | --------------- | --------------- | --------------- | --------------- | --------------- | --------------- | --------------- | --------------- | --------------- | --------------- | --------------- | --------------- | --------------- | --------------- | --------------- | --------------- | --------------- | --------------- | --------------- | --------------- | --------------- | --------------- | --------------- | --------------- | --------------- | --------------- |
|                 | 1               | 2               | 3               | 4               | 5               | 6               | 7               | 8               | 9               | 10              | 11              | 12              | 13              | 14              | 15              | 16              | 17              | 18              | 19              | 20              | 21              | 22              | 23              | 24              | 25              | 26              | 27              | 28              | 29              | 30              | 31              |                 |
| Gennaio         | Lu              | Ma              | Me              | Gi              | Ve              | Sa              | Do              | Lu              | Ma              | Me              | Gi              | Ve              | Sa              | Do              | Lu              | Ma              | Me              | Gi              | Ve              | Sa              | Do              | Lu              | Ma              | Me              | Gi              | Ve              | Sa              | Do              | Lu              | Ma              | Me              |                 |
| Febbraio        | Gi              | Ve              | Sa              | Do              | Lu              | Ma              | Me              | Gi              | Ve              | Sa              | Do              | Lu              | Ma              | Me              | Gi              | Ve              | Sa              | Do              | Lu              | Ma              | Me              | Gi              | Ve              | Sa              | Do              | Lu              | Ma              | Me              |                 |                 |                 |                 |
| Marzo           | Gi              | Ve              | Sa              | Do              | Lu              | Ma              | Me              | Gi              | Ve              | Sa              | Do              | Lu              | Ma              | Me              | Gi              | Ve              | Sa              | Do              | Lu              | Ma              | Me              | Gi              | Ve              | Sa              | Do              | Lu              | Ma              | Me              | Gi              | Ve              | Sa              |                 |
| Aprile          | Do              | Lu              | Ma              | Me              | Gi              | Ve              | Sa              | Do              | Lu              | Ma              | Me              | Gi              | Ve              | Sa              | Do              | Lu              | Ma              | Me              | Gi              | Ve              | Sa              | Do              | Lu              | Ma              | Me              | Gi              | Ve              | Sa              | Do              | Lu              |                 |                 |
| Maggio          | Ma              | Me              | Gi              | Ve              | Sa              | Do              | Lu              | Ma              | Me              | Gi              | Ve              | Sa              | Do              | Lu              | Ma              | Me              | Gi              | Ve              | Sa              | Do              | Lu              | Ma              | Me              | Gi              | Ve              | Sa              | Do              | Lu              | Ma              | Me              | Gi              |                 |
| Giugno          | Ve              | Sa              | Do              | Lu              | Ma              | Me              | Gi              | Ve              | Sa              | Do              | Lu              | Ma              | Me              | Gi              | Ve              | Sa              | Do              | Lu              | Ma              | Me              | Gi              | Ve              | Sa              | Do              | Lu              | Ma              | Me              | Gi              | Ve              | Sa              |                 |                 |
| Luglio          | Do              | Lu              | Ma              | Me              | Gi              | Ve              | Sa              | Do              | Lu              | Ma              | Me              | Gi              | Ve              | Sa              | Do              | Lu              | Ma              | Me              | Gi              | Ve              | Sa              | Do              | Lu              | Ma              | Me              | Gi              | Ve              | Sa              | Do              | Lu              | Ma              |                 |
| Agosto          | Me              | Gi              | Ve              | Sa              | Do              | Lu              | Ma              | Me              | Gi              | Ve              | Sa              | Do              | Lu              | Ma              | Me              | Gi              | Ve              | Sa              | Do              | Lu              | Ma              | Me              | Gi              | Ve              | Sa              | Do              | Lu              | Ma              | Me              | Gi              | Ve              |                 |
| Settembre       | Sa              | Do              | Lu              | Ma              | Me              | Gi              | Ve              | Sa              | Do              | Lu              | Ma              | Me              | Gi              | Ve              | Sa              | Do              | Lu              | Ma              | Me              | Gi              | Ve              | Sa              | Do              | Lu              | Ma              | Me              | Gi              | Ve              | Sa              | Do              |                 |                 |
| Ottobre         | Lu              | Ma              | Me              | Gi              | Ve              | Sa              | Do              | Lu              | Ma              | Me              | Gi              | Ve              | Sa              | Do              | Lu              | Ma              | Me              | Gi              | Ve              | Sa              | Do              | Lu              | Ma              | Me              | Gi              | Ve              | Sa              | Do              | Lu              | Ma              | Me              |                 |
| Novembre        | Gi              | Ve              | Sa              | Do              | Lu              | Ma              | Me              | Gi              | Ve              | Sa              | Do              | Lu              | Ma              | Me              | Gi              | Ve              | Sa              | Do              | Lu              | Ma              | Me              | Gi              | Ve              | Sa              | Do              | Lu              | Ma              | Me              | Gi              | Ve              |                 |                 |
| Dicembre        | Sa              | Do              | Lu              | Ma              | Me              | Gi              | Ve              | Sa              | Do              | Lu              | Ma              | Me              | Gi              | Ve              | Sa              | Do              | Lu              | Ma              | Me              | Gi              | Ve              | Sa              | Do              | Lu              | Ma              | Me              | Gi              | Ve              | Sa              | Do              | Lu              |                 |